# Vigiliusbrief

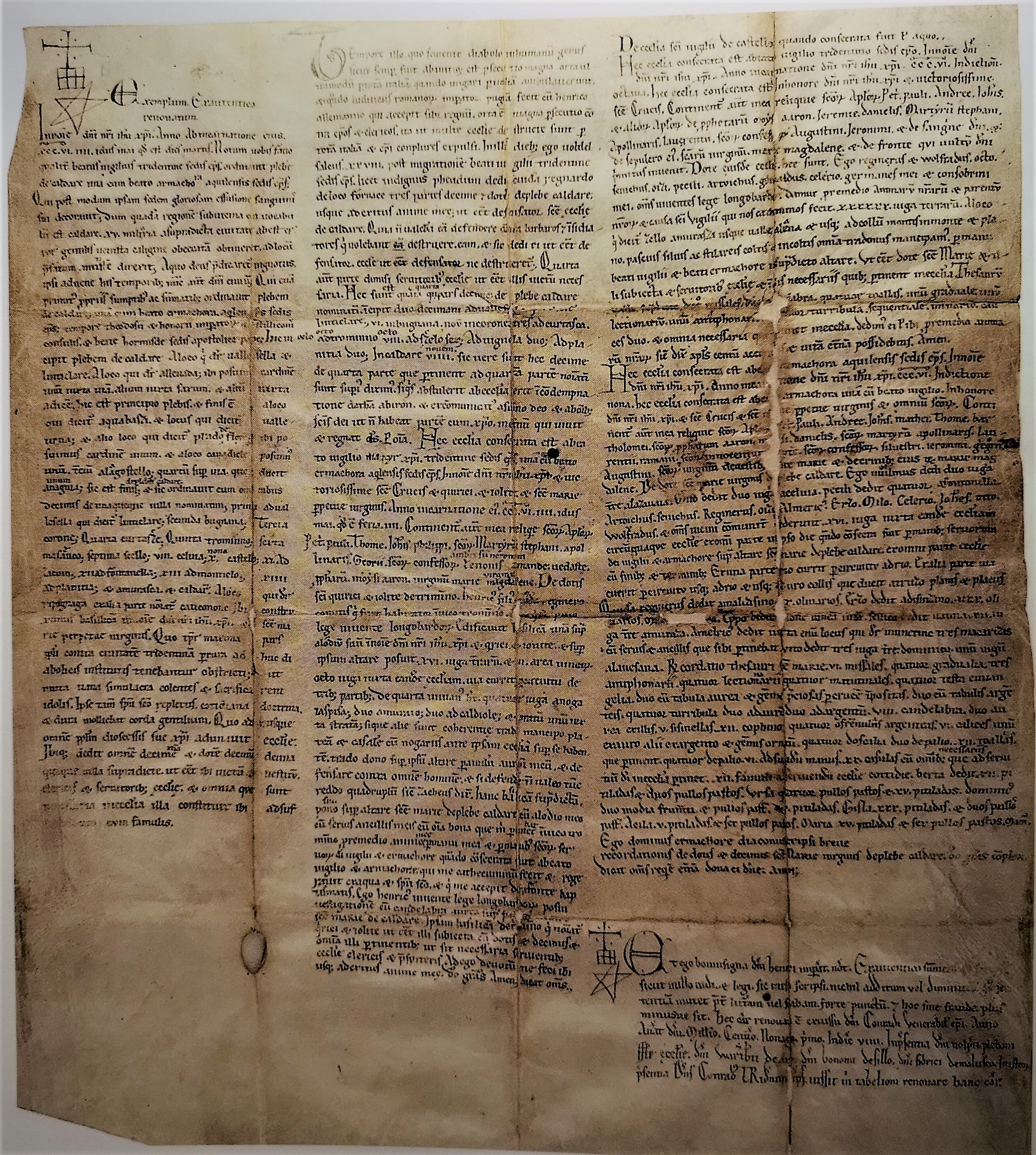
Der Vigiliusbrief, Pfarrarchiv Kaltern (Südtirol)

Der sogenannte Vigiliusbrief ist eine mittelalterliche urkundliche Aufzeichnung aus Südtirol.
Der dreispaltige, auf Pergament geschriebene Text ist nach dem hl. Vigilius, dem Patron der Diözese Trient, benannt, seinem angeblichen Verfasser und Begründer einiger in ihm genannter Kirchen im Überetsch und dem Unterland, welche seinerzeit zum Trienter Kirchenbezirk gehörten.
Der Vigiliusbrief ist nach den Erkenntnissen der modernen Diplomatik ein Konglomerat von Urkunden und Aktaufzeichnungen über die Weihe, Dotation und Grenzen des Taufkirchensprengels Kaltern. Obgleich dem Bischof aus der Zeit um 400 zugeschrieben, handelt es sich beim Dokument um „eine wohl in der ersten Hälfte des 11. Jahrhunderts aus älteren Vorlagen redigierte, dem jüngeren oberitalienischen Urkundentypus entsprechende Aufzeichnung über die Ausstattung der Kirche Kaltern und ihrer Filialen Altenburg und Tramin“. Die Zusammenstellung erfolgte auf Initiative von Bischof Udalrich II. von Trient (1022–1055), in dessen Auftrag ein Diakon Hermagoras die Kompilation vornahm, und liegt als notarielle Ausfertigung aus dem Jahr 1191 in einer Fassung vor, die im Pfarrarchiv Kaltern verwahrt wird. Im Text werden Einwohner des Überetsch genannt, die nach langobardischem Recht leben.

## Edition
- Franz Huter (Bearb.): Tiroler Urkundenbuch. I. Abt.: Die Urkunden zur Geschichte des deutschen Etschlandes und des Vintschgaus. Band 1. Innsbruck: Tiroler Landesmuseum Ferdinandeum 1937, S. 6ff., Nr. 13 (online).